# He Yan
He Yan (* unbekannt, möglicherweise 195 oder 209; † 249) (何晏) war ein chinesischer Politiker und Premierminister im Reich Wei in der Zeit der Drei Reiche, er wurde nach dem Putsch durch Sima Yi auf dessen Veranlassung hingerichtet. Außerdem war er auch Philosoph, sein wichtigstes Werk ist sein Sammelkommentar zu den Lehrgesprächen des Konfuzius. Er war einer der Lehrer Wang Bis.

## Quelle
- 余敦康 (Yu Dunkang): 何晏王弼玄学新探 (Eine neue Untersuchung zu He Yan und Wang Bis Philosophie). 方志出版社 (Fang zhi chu ban she), Beijing 2007. ISBN 7-8023-8020-0
- Rudolf G. Wagner: Language, Ontology, and Political Philosophy in China. Wang Bi's Scholarly Exploration of the Dark (Xuanxue). State Univ. of New York Press, Albany 2003. (= SUNY series in Chinese philosophy and culture.) ISBN 0-7914-5332-4